# Hebei Nanzi Paiqiu Dui 2014-2015
Questa voce raccoglie le informazioni riguardanti lo Hebei Nanzi Paiqiu Dui nelle competizioni ufficiali della stagione 2014-2015.

## Organigramma societario
Area tecnica
- Allenatore: Wang Bin

## Rosa
| N° | Nome         | Ruolo | Data di nascita   | Nazionalità sportiva |
| -- | ------------ | ----- | ----------------- | -------------------- |
| 1  | Jiang Han    | C     | 28 giugno 1994    | Cina                 |
| 2  | Wang Hao     | S     | 10 marzo 1995     | Cina                 |
| 3  | Wang Bin     | S     | 29 dicembre 1988  | Cina                 |
| 4  | Li Hao       | S/O   | 1º aprile 1994    | Cina                 |
| 5  | Zhong Lei    | C     | 9 agosto 1991     | Cina                 |
| 6  | Hou Yinlong  | P     | 23 giugno 1995    | Cina                 |
| 7  | Cui Jia      | C     | 18 febbraio 1983  | Cina                 |
| 8  | Pan Liyang   | L     | 11 marzo 1993     | Cina                 |
| 9  | Xia Runtao   | S     | 18 ottobre 1994   | Cina                 |
| 10 | Yao Baolong  | S     | 14 settembre 1991 | Cina                 |
| 11 | Ma Shuai     | C     | 1º novembre 1996  | Cina                 |
| 12 | Lidong Maya  | S     | 7 agosto 1990     | Cina                 |
| 13 | Xia Yu       | C     | 22 giugno 1996    | Cina                 |
| 14 | Shao Boqiang | S/O   | 23 maggio 1996    | Cina                 |
| 15 | Li Jingyuan  | S     | 27 maggio 1996    | Cina                 |
| 16 | Fu Jifeng    | L     | 3 gennaio 1995    | Cina                 |
| 17 | Huang Zeyu   | S     | 11 dicembre 1995  | Cina                 |
| 18 | Ma Chao      | P     | 30 giugno 1993    | Cina                 |
| 19 | Fan Jingze   | S     | 14 aprile 1998    | Cina                 |

## Mercato
| Acquisti | Acquisti     | Acquisti | Acquisti |
| R.       | Nome         | da       | Modalità |
| -------- | ------------ | -------- | -------- |
| C        | Cui Jia      | ?        | ?        |
| S/O      | Shao Boqiang | ?        | ?        |
| S        | Huang Zeyu   | ?        | ?        |
| S        | Fan Jingze   | ?        | ?        |

Nessuna cessione.

## Risultati

### Volleyball League A

#### Regular season

##### Prima fase
| 1ª giornata - 16 novembre 2014 Glory Stadium, Pechino                        | Beijing  | 3 - 1 | Hebei    | 32-34, 25-16, 25-21, 25-13       |
| 2ª giornata - 20 novembre 2014 University of Technology Gymnasium, Nanchino  | Jiangsu  | 3 - 1 | Hebei    | 20-25, 25-14, 28-26, 25-23       |
| 3ª giornata - 23 novembre 2014 Huaibei Stadium, Huaibei                      | Bayi     | 3 - 0 | Hebei    | 25-19, 25-23, 27-25              |
| 4ª giornata - 27 novembre 2014 Xuchang College Gymnasium, Xuchang            | Henan    | 3 - 1 | Hebei    | 25-18, 23-25, 28-26, 25-19       |
| 5ª giornata - 30 novembre 2014 Shijiazhuang Zhongshan Stadium, Shijiazhuang  | Hebei    | 0 - 3 | Zhejiang | 21-25, 19-25, 22-25              |
| 6ª giornata - 4 dicembre 2014 Shijiazhuang Zhongshan Stadium, Shijiazhuang   | Hebei    | 1 - 3 | Beijing  | 25-18, 21-25, 30-32, 17-25       |
| 7ª giornata - 7 dicembre 2014 Shijiazhuang Zhongshan Stadium, Shijiazhuang   | Hebei    | 1 - 3 | Jiangsu  | 25-22, 23-25, 19-25, 19-25       |
| 8ª giornata - 11 dicembre 2014 Shijiazhuang Zhongshan Stadium, Shijiazhuang  | Hebei    | 0 - 3 | Bayi     | 17-25, 18-25, 19-25              |
| 9ª giornata - 14 dicembre 2014 Shaoxing City Gymnasium, Shaoxing             | Zhejiang | 3 - 0 | Hebei    | 29-27, 25-22, 25-22              |
| 10ª giornata - 18 dicembre 2014 Shijiazhuang Zhongshan Stadium, Shijiazhuang | Hebei    | 2 - 3 | Henan    | 25-18, 27-25, 25-27, 18-25, 8-15 |

##### Seconda fase
| 11ª giornata - 21 dicembre 2014 Shijiazhuang Zhongshan Stadium, Shijiazhuang | Hebei     | 3 - 2 | Guangdong | 23-25, 17-25, 26-24, 25-10, 17-15 |
| 12ª giornata - 25 dicembre 2014 Shijiazhuang Zhongshan Stadium, Shijiazhuang | Hebei     | 1 - 3 | Liaoning  | 25-15, 16-25, 19-25, 18-25        |
| 13ª giornata - 28 dicembre 2014 Guangzhou Sport University Gymnasium, Canton | Guangdong | 0 - 3 | Hebei     | 20-25, 20-25, 19-25               |
| 14ª giornata - 1º gennaio 2015 Liao Stadium, Liaoyang                        | Liaoning  | 3 - 0 | Hebei     | 25-17, 25-20, 25-16               |

#### Challenge match
| Gara 1 - 11 febbraio 2015 Hubei Xiangyang City Stadium, Xiangyang      | Hubei | 2 - 3 | Hebei | 17-25, 17-25, 25-23, 26-24, 9-15 |
| Gara 2 - 13 febbraio 2015 Shijiazhuang Zhongshan Stadium, Shijiazhuang | Hebei | 3 - 1 | Hubei | 25-18, 25-16, 23-25, 25-20       |

## Statistiche

### Statistiche di squadra
| Competizione        | Punti | In casa | In casa | In casa | In trasferta | In trasferta | In trasferta | Totale | Totale | Totale |
| Competizione        | Punti | G       | V       | P       | G            | V            | P            | G      | V      | P      |
| ------------------- | ----- | ------- | ------- | ------- | ------------ | ------------ | ------------ | ------ | ------ | ------ |
| Volleyball League A | 5     | 8       | 2       | 6       | 8            | 2            | 6            | 16     | 4      | 12     |
| Totale              | -     | 8       | 2       | 6       | 8            | 2            | 6            | 16     | 4      | 12     |

G = partite giocate; V = partite vinte; P = partite perse

### Statistiche dei giocatori
| Giocatore | Volleyball League A | Volleyball League A | Volleyball League A | Volleyball League A | Volleyball League A | Totale | Totale | Totale | Totale | Totale |
| Giocatore | P                   | PT                  | AV                  | MV                  | BV                  | P      | PT     | AV     | MV     | BV     |
| --------- | ------------------- | ------------------- | ------------------- | ------------------- | ------------------- | ------ | ------ | ------ | ------ | ------ |
| Cui J.    | ?                   | ?                   | ?                   | ?                   | ?                   | ?      | ?      | ?      | ?      | ?      |
| Fan J.    | ?                   | ?                   | ?                   | ?                   | ?                   | ?      | ?      | ?      | ?      | ?      |
| Fu J.     | ?                   | ?                   | ?                   | ?                   | ?                   | ?      | ?      | ?      | ?      | ?      |
| Hou Y.    | ?                   | ?                   | ?                   | ?                   | ?                   | ?      | ?      | ?      | ?      | ?      |
| Huang Z.  | ?                   | ?                   | ?                   | ?                   | ?                   | ?      | ?      | ?      | ?      | ?      |
| Jiang H.  | ?                   | ?                   | ?                   | ?                   | ?                   | ?      | ?      | ?      | ?      | ?      |
| Lidong M. | ?                   | 130                 | 106                 | 11                  | 13                  | ?      | 130    | 106    | 11     | 13     |
| Li H.     | ?                   | ?                   | ?                   | ?                   | ?                   | ?      | ?      | ?      | ?      | ?      |
| Li J.     | ?                   | ?                   | ?                   | ?                   | ?                   | ?      | ?      | ?      | ?      | ?      |
| Ma C.     | ?                   | ?                   | ?                   | ?                   | ?                   | ?      | ?      | ?      | ?      | ?      |
| Ma S.     | ?                   | ?                   | ?                   | ?                   | ?                   | ?      | ?      | ?      | ?      | ?      |
| Pan L.    | ?                   | ?                   | ?                   | ?                   | ?                   | ?      | ?      | ?      | ?      | ?      |
| Shao B.   | ?                   | ?                   | ?                   | ?                   | ?                   | ?      | ?      | ?      | ?      | ?      |
| Wang B.   | ?                   | ?                   | ?                   | ?                   | ?                   | ?      | ?      | ?      | ?      | ?      |
| Wang H.   | ?                   | ?                   | ?                   | ?                   | ?                   | ?      | ?      | ?      | ?      | ?      |
| Xia R.    | ?                   | 182                 | 159                 | 4                   | 19                  | ?      | 182    | 159    | 4      | 19     |
| Xia Y.    | ?                   | ?                   | ?                   | ?                   | ?                   | ?      | ?      | ?      | ?      | ?      |
| Yao B.    | ?                   | 230                 | 207                 | 12                  | 11                  | ?      | 230    | 207    | 12     | 11     |
| Zhong L.  | ?                   | ?                   | ?                   | ?                   | ?                   | ?      | ?      | ?      | ?      | ?      |

P = presenze; PT = punti totali; AV = attacchi vincenti; MV = muri vincenti; BV = battute vincenti